# Kurt Wittmer-Eigenbrodt
Kurt Wittmer-Eigenbrodt, geboren als Kurt Wittmer (* 10. Dezember 1889 in Kiel; † 24. Oktober 1975 auf dem Hof Lauterbach bei Vöhl, Landkreis Waldeck-Frankenberg), war ein deutscher Jurist, Landwirt und Politiker (DNVP, CDU).

## Berufliche Laufbahn
Nach dem Besuch der Gymnasien in Danzig und Berlin sowie dem Abitur 1909 am Pädagogium Putbus begann Wittmer-Eigenbrodt ein Studium der Rechts- und Staatswissenschaften an den Universitäten in Greifswald, Heidelberg und Kiel, das er 1912 mit dem ersten juristischen Staatsexamen abschloss. Er war Mitglied des Corps Guestphalia Heidelberg  (1909) und des Corps Pomerania Greifswald (1910). Er nahm von 1914 bis 1918 als Kriegsfreiwilliger am Ersten Weltkrieg teil. Als Offizier des 2. Garde-Ulanen-Regiments erlitt er mehrere Verwundungen. Zuletzt wurde er als Flugzeugbeobachter eingesetzt.
Wittmer-Eigenbrodt wirkte nach dem Kriegsende als Regierungsreferendar in Schleswig und wurde 1919 auf eigenen Wunsch beurlaubt. 1921 heiratete er Hildegard Eigenbrodt (* 1, April 1891, † 1. Juni 1984), die jüngste Tochter des Erbpächters Karl Eigenbrodt auf dem Gut Hof Lauterbach bei Vöhl in Nordhessen, änderte seinen Namen entsprechend und ging nunmehr einer Tätigkeit als Landwirt nach. Nach dem Tod seines Schwiegervaters 1934 pachtete er das nunmehr erbengemeinschaftliche Gut, das seither in seiner Familie ist.
Ab 1939 nahm er als Soldat der Luftwaffe am Zweiten Weltkrieg teil, zuletzt als Hauptmann und Kolonnenführer sowie als Kommandeur von Luftnachschubbezirken. Im Mai 1943 wurde er zur Bewirtschaftung des eigenen Gutes aus dem Dienst entlassen. Da er gegen Kriegsende Zivilkleidung an deutsche Soldaten abgegeben hatte, wurde er im April 1945 verhaftet und für 18 Monate interniert.
Wittmer-Eigenbrodt war ab Oktober 1946 erneut als Landwirt in Vöhl tätig. Er fungierte von 1948 bis 1959 als Präsident des Hessischen Bauernverbandes und war anschließend dessen Ehrenpräsident. Ab 1954 war er geschäftsführender Präsident des Deutschen Mittelstands-Blocks.

## Politik
Wittmer-Eigenbrodt war während der Zeit der Weimarer Republik Mitglied der DNVP und Geschäftsführer des DNVP-Landesverbandes Schleswig-Holstein. In Waldeck war er Hauptinitiator der Alldeutschen Kampagne, die der NSDAP zuarbeitete.
Nach 1945 trat er in die CDU ein. Bei der Bundestagswahl 1957 wurde er in den Deutschen Bundestag gewählt. Er vertrat den Wahlkreis Fritzlar–Homberg. In den 4. Deutschen Bundestag zog er über die Landesliste Hessen ein.